# 小行星7526
小行星7526（英語：7526）是一颗围绕太阳公转的小行星。1993年1月2日，浦田武在清水町发现了此天体。
这颗小行星的绝对星等为151.027481786407等。